# Jiřina Křížová
Jiřina Křížová, född den 21 februari 1948 i Jirkov, Tjeckoslovakien, är en tjeckoslovakisk landhockeyspelare.
Hon tog OS-silver i damernas landhockeyturnering i samband med de olympiska landhockeytävlingarna 1980 i Moskva.